# Корнелија Јакобс
Ана Корнелија Јакобсдотер Самуелсон (шв. Anna Cornelia Jakobsdotter Samuelsson, Стокхолм, 9. март 1992), професионално позната као Корнелија Јакобс, је шведска певачица и текстописац. Најпознатија је по томе што је представљала Шведску на Песми Евровизије 2022, пласиравши се на четврто место у финалу.

## Биографија
Ћерка је певача групе Тhe Poodles Јакоба Самјуела, први пут је ушла у музику на аудицији за Идол 2008; где је привукла пажњу медија након што су је судије исмевале.

### 2011–2021: Love Generation и писање песама
Музичку каријеру започела је као чланица девојачке групе Love Generation, која је учествовала на Мелодифестивалену 2011. и 2012. године.
Године 2020, Јакобс је компоновала и извела песму „Weight of the World“ која је постала музика за нордијску серију ХБО Björnstad. Учествовала је на Мелодифестивалену 2021 као текстописац за песму „Best of Me“ коју је извео Ефраим Лео.

### 2022 – данас: Мелодифестивален и Евровизија
2022. године Корнелија је учествовала на Мелодифестивалену 2022 са песмом „Hold Me Closer“, која се квалификовала у финале и касније победила са 146 поена, чиме је добила право да представља Шведску у на такмичењу за Песму Евровизије 2022. године у Торину. У финалу је завршила на укупно четвртом месту.

## Дискографија

### Синглови
| Назив                 | Година |
| --------------------- | ------ |
| "Late Night Stories"  | 2018   |
| "You Love Me"         | 2018   |
| "All the Gold"        | 2018   |
| "Animal Island"       | 2018   |
| "Shy Love"            | 2018   |
| "Locked Into You"     | 2018   |
| "Hanging On"          | 2019   |
| "Dream Away"          | 2020   |
| "Weight of the World" | 2020   |
| "Hold Me Closer"      | 2022   |
| "Fine"                | 2022   |